# Myopina variegata
Myopina variegata är en tvåvingeart som beskrevs av Stein 1907. Myopina variegata ingår i släktet Myopina och familjen blomsterflugor.
Artens utbredningsområde är Tibet. Inga underarter finns listade i Catalogue of Life.